# Feel It All World Tour
Tournées par Tokio Hotel
Welcome to Humanoid City Tour 
(2010) Dream Machine Tour 
(2017)
Feel It All World Tour est une tournée en quatre parties du groupe de rock allemand Tokio Hotel.
La première partie intitulée Part 1 : The Club Experience a eu lieu en Europe du 6 au 27 mars 2015, la seconde partie, Part 2 : The Club Experience - North America a eu lieu du 27 juillet au 16 août 2015 aux États-Unis, la troisième partie, Part 3 : Arena Experience - Latin America a eu lieu du 28 août au 3 septembre 2015 en Amérique latine, Part 4 : Feel it All World Tour - Russia, Belarus & Ukraine a eu lieu du 10 octobre au 10 novembre 2015 en Europe de l'Est,.

## Liste des titres
1. Intro + We Found Us
2. Girl Got A Gun
3. Dark Side Of The Sun
4. Covered In Gold
5. Feel It All
6. Louder Than Love
7. Never Let You Down
8. Noise
9. Kings Of Suburbia
10. Invaded
11. Run Run Run
12. Rescue Me
13. Automatic
14. Screamin'
15. Stormy Weather
16. Masquerade
17. The Heart Get No Sleep
  - Rappel
18. Love Who Loves You Back
19. Durch Den Monsun
20. Great Day

## Dates et lieux des concerts
| Date                                                          | Ville             | Pays        | Salle                         |
| ------------------------------------------------------------- | ----------------- | ----------- | ----------------------------- |
| Part 1 : The Club Experience (Europe)                         |                   |             |                               |
| 6 mars 2015                                                   | Londres           | Royaume-Uni | Islington Assembly Hall       |
| 8 mars 2015                                                   | Barcelone         | Espagne     | Bikini                        |
| 9 mars 2015                                                   | Marseille         | France      | Le Moulin                     |
| 11 mars 2015                                                  | Paris             | France      | Le Trianon                    |
| 12 mars 2015                                                  | Bruxelles         | Belgique    | Cirque Royal                  |
| 14 mars 2015                                                  | Francfort         | Allemagne   | Gibson                        |
| 15 mars 2015                                                  | Zurich            | Suisse      | Volkshaus                     |
| 17 mars 2015                                                  | Milan             | Italie      | Fabrique                      |
| 18 mars 2015                                                  | Munich            | Allemagne   | Kesselhaus                    |
| 20 mars 2015                                                  | Cologne           | Allemagne   | Halle Tor 2                   |
| 21 mars 2015                                                  | Utrecht           | Pays-Bas    | Trivoli Vreedenburg           |
| 23 mars 2015                                                  | Berlin            | Allemagne   | Heimathafen                   |
| 24 mars 2015                                                  | Hambourg          | Allemagne   | Kulturkirche                  |
| 26 mars 2015                                                  | Vienne            | Autriche    | Arena                         |
| 27 mars 2015                                                  | Varsovie          | Pologne     | Club Stodola                  |
| Part 2 : The Club Experience North America (Amérique Du Nord) |                   |             |                               |
| 27 juillet 2015                                               | San Francisco     | États-Unis  | The Fillmore                  |
| 28 juillet 2015                                               | Los Angeles       | États-Unis  | House of Blues                |
| 30 juillet 2015                                               | Anaheim           | États-Unis  | House of Blues                |
| 31 juillet 2015                                               | San Diego         | États-Unis  | House of Blues                |
| 1er août 2015                                                 | Las Vegas         | États-Unis  | House of Blues                |
| 3 août 2015                                                   | Denver            | États-Unis  | Summit Music Hall             |
| 5 août 2015                                                   | Chicago           | États-Unis  | House of Blues                |
| 6 août 2015                                                   | Detroit           | États-Unis  | Andrew's Hall                 |
| 8 août 2015                                                   | Cincinnati        | États-Unis  | Bogart's                      |
| 9 août 2015                                                   | Cleveland         | États-Unis  | House of Blues                |
| 11 août 2015                                                  | Boston            | États-Unis  | Paradise Rock Club            |
| 12 août 2015                                                  | New York          | États-Unis  | Irving Plaza                  |
| 15 août 2015                                                  | Baltimore         | États-Unis  | Baltimore Sound Stage         |
| 16 août 2015                                                  | Philadelphie      | États-Unis  | Theatre of Living Arts        |
| Part 3 : Arena Experience Latin America (Amérique Du Sud)     |                   |             |                               |
| 20 août 2015                                                  | Bogota            | Colombie    | Teatro Royal Center           |
| 22 août 2015                                                  | Lima              | Pérou       | Parque de la Exposicion       |
| 25 août 2015                                                  | Buenos Aires      | Argentine   | Luna Park                     |
| 28 août 2015                                                  | São Paulo         | Brésil      | Citibank Hall                 |
| 1er septembre 2015                                            | Mexico            | Mexique     | Pepsi Center WTC              |
| 2 septembre 2015                                              | Guadalajara       | Mexique     | Auditorio Telmex              |
| 3 septembre 2015                                              | Monterrey         | Mexique     | Auditorio Banamex             |
| Part 4 : Feel it All World Tour (Europe de l'Est)             |                   |             |                               |
| 10 octobre 2015                                               | Irkoutsk          | Russie      | Palais des Sports "Trud"      |
| 12 octobre 2015                                               | Krasnoïarsk       | Russie      | MVTS Siberie                  |
| 14 octobre 2015                                               | Novossibirsk      | Russie      | Otydh                         |
| 16 octobre 2015                                               | Iekaterinbourg    | Russie      | Tele                          |
| 17 octobre 2015                                               | Tcheliabinsk      | Russie      | World Trade Center            |
| 19 octobre 2015                                               | Oufa              | Russie      | Ogni Oufi                     |
| 20 octobre 2015                                               | Perm              | Russie      | DK IM Soldatova               |
| 22 octobre 2015                                               | Samara            | Russie      | MTL Arena                     |
| 24 octobre 2015                                               | Kazan             | Russie      | KRK Pyramide                  |
| 25 octobre 2015                                               | Novgorod          | Russie      | MILO Concert Hall             |
| 27 octobre 2015                                               | Saint-Pétersbourg | Russie      | DK Lensoveta                  |
| 29 octobre 2015                                               | Moscou            | Russie      | Izvestia salle COMPLET        |
| 31 octobre 2015                                               | Krasnodar         | Russie      | Palais des Sports "Olympus"   |
| 1er novembre 2015                                             | Rostov            | Russie      | SCC "Express"                 |
| 2 novembre 2015                                               | Volgograd         | Russie      | Exposition Expocentre Complex |
| 4 novembre 2015                                               | Voronej           | Russie      | ÉVÉNEMENT-HALL                |
| 6 novembre 2015                                               | Kiev              | Ukraine     | Stereo Plaza                  |
| 8 novembre 2015                                               | Minsk             | Biélorussie | Prime Hall                    |
| 10 novembre 2015                                              | Moscou            | Russie      | Izvestia salle                |

### Concert annulé
| Date         | Ville    | Pays  | Salle              |
| ------------ | -------- | ----- | ------------------ |
| 30 août 2015 | Santiago | Chili | Caupolican Theatre |

## Musiciens
- Bill Kaulitz (chant)
- Tom Kaulitz (guitare-synthétiseur-piano)
- Georg Listing (basse-synthétiseur)
- Gustav Schäfer (batterie)